# Opius eltablonensis
Opius eltablonensis är en stekelart som beskrevs av Fischer 1968. Opius eltablonensis ingår i släktet Opius och familjen bracksteklar. Inga underarter finns listade i Catalogue of Life.